# ليندا بيرنبوم
ليندا بيرنبوم (بالإنجليزية: Linda Birnbaum)‏ هي عالمة أحياء دقيقة أمريكية، ولدت في 21 ديسمبر 1946 في باسيك في الولايات المتحدة.